# Rognano
Rognano là một đô thị ở tỉnh Pavia trong vùng Lombardia của Ý, có cự ly khoảng 20 km (12 miles) về phía tây nam của Milan và khoảng 12 km (7 miles) về phía tây bắc của Pavia. Tại thời điểm ngày 31 tháng 12 năm 2004, đô thị này có dân số 308 người và diện tích là 9,2 km².
Rognano giáp các đô thị sau: Battuda, Casarile, Giussago, Trovo, Vellezzo Bellini, Vernate.